# ر. جونسون
ر. جونسون (بالإنجليزية: R. Brandon Johnson)‏ (و. 1974  م) هو ممثل، وموسيقي، وممثل تلفزي، وممثل هزلي، ومذيع أمريكي، بدأ مشواره المهني سنة 1997.

## التعليم
تعلم في جامعة ويسكونسن - أو كلير ‏.

## وصلات خارجية
- ر. جونسون على موقع IMDb (الإنجليزية)
- ر. جونسون على موقع قاعدة بيانات الفيلم (الإنجليزية)
- ر. جونسون على موقع كينوبويسك (الروسية)

- ر. جونسون في قاعدة بيانات الأفلام على الإنترنت